# Topologisk K-teori
Inom matematiken är topologisk K-teori en del av algebraisk topologi. Den skapades för att studera vektorknippen på topologiska rum med hjälp av tekniker som numera ses som (allmän) K-teori som introducerades av Alexander Grothendieck. Det tidiga arbetet med topologisk K-teori utfördes av Michael Atiyah och Friedrich Hirzebruch.

## Definitioner
Låt X vara ett kompakt Hausdorffrum och k = R, C. Då är {\displaystyle K_{k}(X)} Grothendieckgruppen av den kommutativa monoiden av isomofiklasser av ändligdimensionella k-vektorknippen över X under Whitneysumman. Tensorprodukten av knippen ger K-teorin en kommutativ ringstruktur. {\displaystyle K(X)} betecknar vanligen komplexa K-teorin emedan den reella K-teorin skrivs ibland som {\displaystyle KO(X)}.
Som ett första exempel, notera att K-teorin av en punkt är heltalen. Detta eftersom vektorknippena över en punkt är triviala och härmed klassificerade enligt deras rang och Grothendieckgruppen av naturliga talen är heltalen.

## Användningar
De två berömdaste användningarna av topologisk K-teori är båda av J. F. Adams. Först löste han ett problem om Hopfinvarianter genom att göra en beräkning med Adamsoperationerna. Sedan bevisade han en övre begränsning för antalet linjärt oberoende vektorfält av sfärer.